# Regio Basiliensis
Die Regio Basiliensis ist ein Verein mit Sitz in Basel in der Schweiz. Sie ist die Schweizer Partnerin für die Oberrheinkooperation und Kompetenzzentrum erster Wahl zur Förderung der grenzüberschreitenden Zusammenarbeit am Oberrhein. Sie steht dabei im Dienst von Politik, Behörden, Wirtschaft, Wissenschaft, Organisationen und Bevölkerung.
Die 1963 gegründete Regio Basiliensis ist einerseits ein Verein, der heute von rund 400 Mitgliedern getragen wird. Andererseits erfüllt sie als Interkantonale Koordinationsstelle (IKRB) der Nordwestschweizer Kantone Aargau, Basel-Landschaft, Basel-Stadt, Jura und Solothurn auch staatliche Funktionen im Sinne der kleinen Aussenpolitik und koordiniert und vertritt in dieser Funktion die Interessen der Nordwestschweiz im Bereich der grenzüberschreitenden Zusammenarbeit mit Frankreich und Deutschland.

## Geschichte
Die grenzüberschreitende Zusammenarbeit am deutsch-französisch-schweizerischen Oberrhein wurde vor mehr als 60 Jahren auf den Weg gebracht. Den Einfluss und die Expertise, die die Regio Basiliensis in den ersten Jahren auf ihrem Wirkungsgebiet gewinnen konnte, sicherte ihr den Auftrag zur Koordination der Raumplanung der Kantone Basel-Stadt und Basel-Landschaft mit dem benachbarten Ausland (Staatsvertrag von 1969). So wurde 1970 die Internationale Koordinationsstelle der Regio (IKS) gegründet, die Vorläuferin der heutigen Interkantonalen Koordinationsstelle bei der Regio Basiliensis (IKRB).
Die Arbeitsgruppe der Regio Basiliensis hatte jedoch von Anfang an die Ambition, die grenzüberschreitende Zusammenarbeit über die reine Regionalplanung hinaus auszudehnen. In den ersten Jahrzehnten war die Regio Basiliensis vor allem Impulsgeberin. Bereits in den 1970er Jahren wurde die Idee einer grenzüberschreitenden Regio-S-Bahn lanciert. Mit der Gründung der «Conférence Tripartite» 1970, aus der 1991 die Deutsch-französisch-schweizerische Oberrheinkonferenz hervorgehen sollte, erhielt die Region erstmals ein trinationales Koordinationsinstrument auf politischer Ebene. So wurde die grenzüberschreitende Zusammenarbeit für weitere Themen geöffnet. Durch die weiterschreitende Institutionalisierung der grenzüberschreitenden Zusammenarbeit ab 1979 übernahmen Verein und Koordinationsstelle zunehmend koordinative Aufgaben und die Vertretung der Schweizer Delegation in den zahlreichen trinationalen Gremien. Ein wichtiger Meilenstein war dabei die Etablierung des EU-Förderprogramms Interreg Oberrhein in den 1990er Jahren.
Über lange Zeit wurde die grenzüberschreitende Oberrheinkooperation auf staatlicher Seite ausschliesslich durch die Kantone Basel-Landschaft und Basel-Stadt bestritten bis sich in den 1990er Jahren auch die Kantone Aargau, Jura und Solothurn in den grenzüberschreitenden Gremien und Strukturen engagierten. Seit 2003 sind alle fünf Kantone der Nordwestschweiz Träger der IKRB.
Heute wird der Verein und die IKRB von rund 250 Einzel- und Jugendmitgliedern sowie rund 150 Kollektivmitgliedern und von den Beiträgen der fünf Nordwestschweizer Kantone sowie der Schweizerischen Eidgenossenschaft getragen. Seit ihrer Gründung im Jahr 1963 prägt die Regio Basiliensis die regionale Kooperation am Oberrhein mit und hat zu den meisten trinationalen Initiativen am Oberrhein einen Beitrag geleistet.

## Aufgaben
Die Zusammenarbeit am Oberrhein und das Engagement der Regio Basiliensis ist auf mehreren Handlungsebenen organisiert. Ziel ist es, die Politikentwicklung und -umsetzung so zu gestalten, dass grenzüberschreitende Themen und Handlungsfelder der verschiedenen Sektoren und Akteure unterschiedlicher Ebenen und Bereiche berücksichtigt werden.
Der Fokus der Aufgaben der Regio Basiliensis und der IKRB liegen auf Information, Promotion und Lobbying. 

### Aufgaben des Vereins
Der Verein ist:
- Bürgerplattform: Umsetzung von Informations-, Promotions- und Lobbyingmassnahmen zur grenzüberschreitenden Zusammenarbeit im Interesse der Bevölkerung (Trinationale Pendenzenliste der Regio Basiliensis).
- Europaplattform: Bereitstellen von Information für die breite Bevölkerung und interessierte Kreise zu den Beziehungen Schweiz-EU und deren Auswirkungen auf die Nordwestschweiz und die Oberrheinregion.
- Dienstleistungsplattform: Ermöglichen des Zugangs von weiten Kreisen aus Wirtschaft, Wissenschaft und Zivilgesellschaft zu grenzüberschreitenden Dienstleistungen und Förderprogrammen sowie Beratung zu erfolgreichen Kooperationsprojekten.

Neben der aktiven Mitgliedschaft bei der Arbeitsgemeinschaft Europäischer Grenzregionen (AGEG) sowie bei anderen europäischen Regionalorganisationen war und ist die Regio Basiliensis zudem auch auf europäischer Ebene an zahlreichen Vorstössen zur Stärkung der Regionen Europas und der grenzüberschreitenden Zusammenarbeit beteiligt.

### Aufgaben der IKRB: Schweizer Beteiligung an Kooperationsgremien
Die Regio Basiliensis erfüllt seit 1970 als Aussenstelle der Kantone Basel-Landschaft und Basel-Stadt staatliche Funktionen im Sinne der kleinen Aussenpolitik. Seit 1996 gilt dies ebenfalls für den Kanton Aargau und seit 2003 für die Kantone Jura und Solothurn. Das Wirkungsgebiet reicht dabei von der Nordwestschweiz bis in die Südpfalz und umfasst damit das Mandatsgebiet der offiziellen Oberrheinkooperation. Partner sind Gebietskörperschaften und staatliche Vertretungen auf regionaler Ebene. Mit der IKRB erfüllt die Regio Basiliensis den Grossteil ihrer Aufgaben. Dazu gehört die Koordination der Schweizer Beteiligung am Förderprogramm Interreg Oberrhein sowie die Mitarbeit in diversen grenzüberschreitenden Kooperationsgefässen wie der Trinationale Metropolregion Oberrhein TMO, der Deutsch-französisch-schweizerische Oberrheinkonferenz ORK, dem Trinationaler Eurodistrict Basel TEB oder der INFOBEST Palmrain. Die IKRB ist Dienstleistungs- und Beratungsplattform, indem sie über Ziele, Instanzen, Partner und Resultate der grenzüberschreitenden Zusammenarbeit und der Kantone informiert und entsprechende Angaben vermittelt. Generell stellt die Strategie der Nordwestschweizer Regierungskonferenz den massgeblichen Rahmen für die inhaltliche Zielsetzung der IKRB dar.

## Europäische territoriale Zusammenarbeit (Interreg) und Neue Regionalpolitik des Bundes (NRP)
Im Rahmen der Europäischen territorialen Zusammenarbeit (EtZ) der Europäischen Union (EU) und der Neuen Regionalpolitik (NRP) der Schweizer Eidgenossenschaft fungiert die Regio Basiliensis/IKRB als regionale Koordinationsstelle der Nordwestschweizer Kantone und des Bundes.
Die hohe Bedeutung der europäischen Förderprogramme für die grenzüberschreitende und europäische Zusammenarbeit haben die Kantone Aargau, Basel-Landschaft, Basel-Stadt, Jura und Solothurn früh erkannt: Sie beteiligen sich seit der ersten Förderperiode 1990 an den hiesigen Programmen. In der aktuellen sechsten Förderperiode 2021–2027 nehmen die Nordwestschweizer Kantone an sechs Programmen teil:
- Interreg VI Oberrhein[13][14]
- Interreg Nordwesteuropa[15][16][17]
- Interreg Alpenraum[18][19][20]
- Interreg Europe[21][22]
- URBACT[23][24][25]
- ESPON[26][27][28]

Für die Nordwestschweiz stellt das Programm Interreg Oberrhein das wichtigste Programm dar. Bis Juli 2025 wurden seit 1990 am Oberrhein rund 250 Kooperationsprojekte mit Schweizer Beteiligung realisiert. Im Zeitraum von 1995 bis Juli 2025 konnten für grenzüberschreitende und europäische Kooperationsprojekte Bundesmittel in Höhe von rund 29,11 Mio. Schweizer Franken in der Nordwestschweiz eingesetzt werden. Diese umfassen viele unterschiedliche Bereiche von Raumentwicklung und Verkehr über Wirtschaft und Bildung zu Jugend und Kultur. Die Projekte mit Schweizer Beteiligung sind in der Projektdatenbank auf der Webseite der Regio Basiliensis einsehbar. Dass sich der Bund seit 1995 an den Programmen beteiligt und in diesem Rahmen Kooperationsprojekte unterstützt, ist massgeblich auf die Initiative der Regio Basiliensis/IKRB zurückzuführen. Seit 2008 erfolgt die Bundesbeteiligung im Rahmen der Neuen Regionalpolitik (NRP). Ziel der NRP ist die Stärkung von Innovation, Unternehmertum, Wertschöpfung und Wettbewerbsfähigkeit der Regionen. Damit unterstützt der Bund ausschliesslich Interreg-Projekte, die zu den Zielen der NRP beitragen.

## Organisation
Der Verein und die IKRB bilden zusammen eine betriebliche Einheit. Das jährliche Gesamtbudget beträgt derzeit 1,5 Mio. Schweizer Franken (2024). Die Regio Basiliensis ist ein Verein nach Schweizer Zivilgesetzbuch, der heute von rund 250 Einzel- und Jugendmitgliedern sowie rund 150 Kollektivmitgliedern getragen wird. Die Vereinsorgane Generalversammlung, Vorstand und Begleitgruppe stellen zentrale Steuerungsinstrumente für den Verein Regio Basiliensis dar. Der Vorstand als oberstes geschäftsführendes Organ vertritt die Regio Basiliensis nach aussen und setzt sich aus Vertreterinnen und Vertretern der Wirtschaft, Wissenschaft, Behörden und Politik zusammen. Die konsultativ tätige Begleitgruppe setzt sich aus Vertreterinnen und Vertretern der Politik, Verwaltung, Wirtschaft, Wissenschaft und Zivilgesellschaft zusammen und bringt über ihre/n Vorsitzende/-n Anträge in den Vorstand ein. Der Verein ist zudem Anstellungskörperschaft für die Schweizer Mitarbeitenden in den von den Vertragskantonen mitgetragenen «Aussenstellen» des Sekretariat der Deutsch-französisch-schweizerischen Oberrheinkonferenz in Kehl und der INFOBEST Palmrain in Village-Neuf (F).
Die Interkantonale Koordinationsstelle bei der Regio Basiliensis (IKRB) ist in die Nordwestschweizer Regierungskonferenz (NWRK) und deren Strukturen eingebunden.